# Defensa Agrària (la Selva del Camp)
La Defensa Agrària és un edifici protegit com a bé cultural d'interès local a la Selva del Camp (Baix Camp).

## Descripció
L'edifici de la Defensa Agrària fou construït entre 1926 i 1927, seguint els dictats del noucentisme. Es tracta d'un equipament cultural de factura sòlida però senzilla, sense ornaments. Consta de dos recintes diferents: la zona del teatre i altres dependències que acullen diferents serveis. El conjunt de la planta és de forma trapezoïdal. El teatre fa uns 30 metres de llargada en un costat i a l'altre uns 40. L'amplada és de 15,50 metres. Hi ha tres nivells. A la planta baixa es troba el vestíbul, el pati de butaques amb la platea a dos nivells. La part més alta de la platea està envoltada per una llotja. L'escenari està emmarcat per una motllura que ressalta força. A sota hi ha un soterrani on hi ha els camerinos i un magatzem. L'estructura de la sala del teatre i la decoració que emmarca l'escenari són clarament noucentistes, i s'han mantingut sense modificacions. L'annex al teatre destinat a ús social està format per dos nivells: la planta baixa, on hi ha el bar, la cuina, sales i lavabos. A la planta primera hi ha dues sales i l'habitatge del conserge. Aquest annex data de la dècada 1930, ja que l'edifici anterior va ser malmès per una ventada. Al llarg del temps ha patit diverses remodelacions. La façana principal de l'edifici presenta decoració a base de motllures horitzontals i està modulada per pilastres que sobresurten de l'alineació de la façana. Les façanes secundàries no presenten cap tipus d'ornamentació, tenen obertures petites i col·locades de forma desordenada.

## Història
La Defensa Agrària era una entitat que va néixer el 1926 a la Selva del Camp a redós del catalanisme polític d'esquerres. El projecte per a la seu de la Defensa Agrària presentava un immoble de grans dimensions i dins dels cànons del noucentisme. L'arquitecte treballà de franc com a mostra d'adhesió als postulats de la nova entitat. Es conserven la planta i l'alçat del projecte original a l'arxiu municipal. L'ajuntament va posar entrebancs davant d'aquesta iniciativa i per això el projecte inicial fou retallat i també va haver-hi problemes per tenir accés a l'aigua.